# Pommiers-en-Forez
Pour les articles homonymes, voir Pommiers.

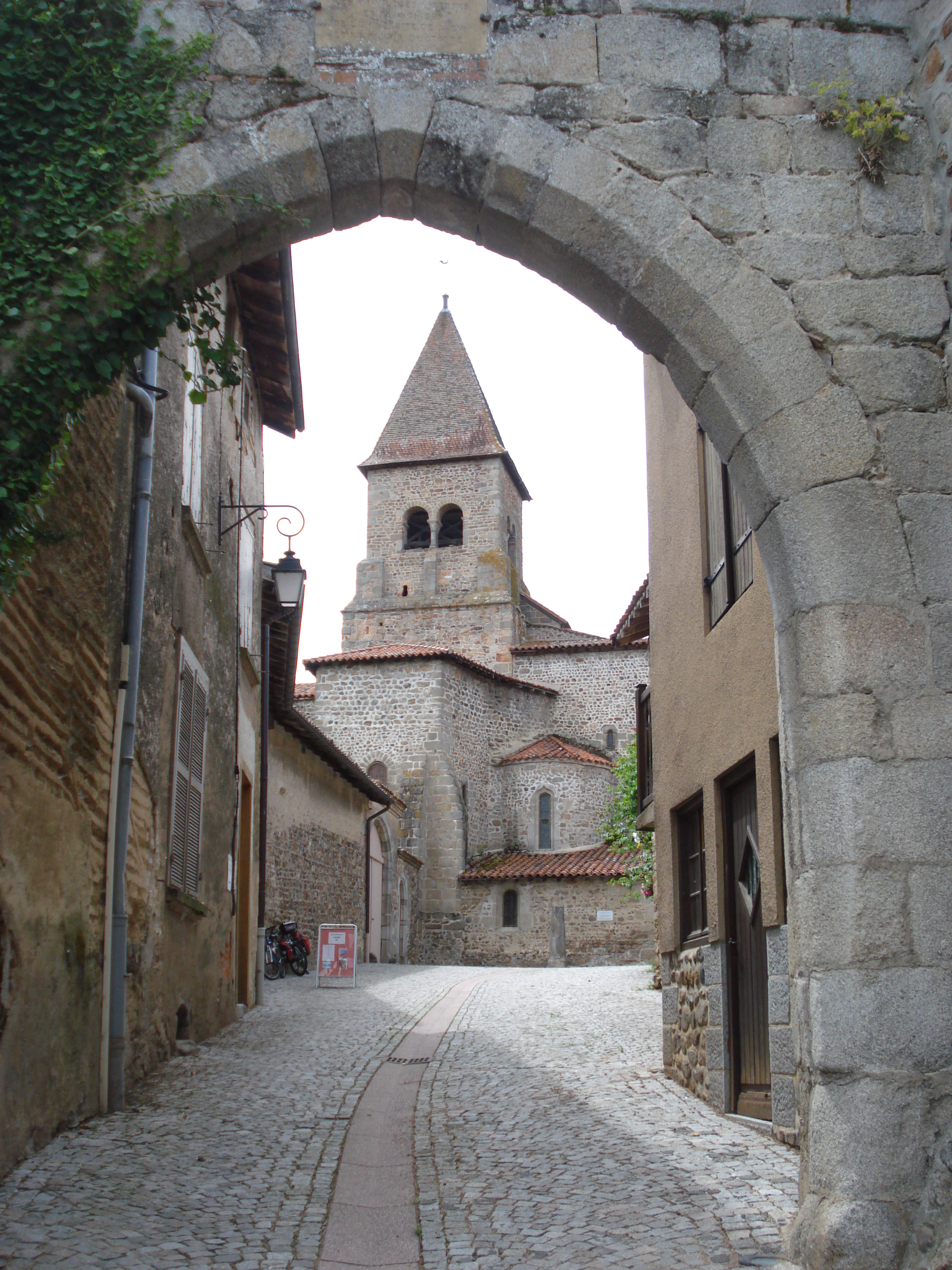
Pommiers, porte de ville et tour de l'église.

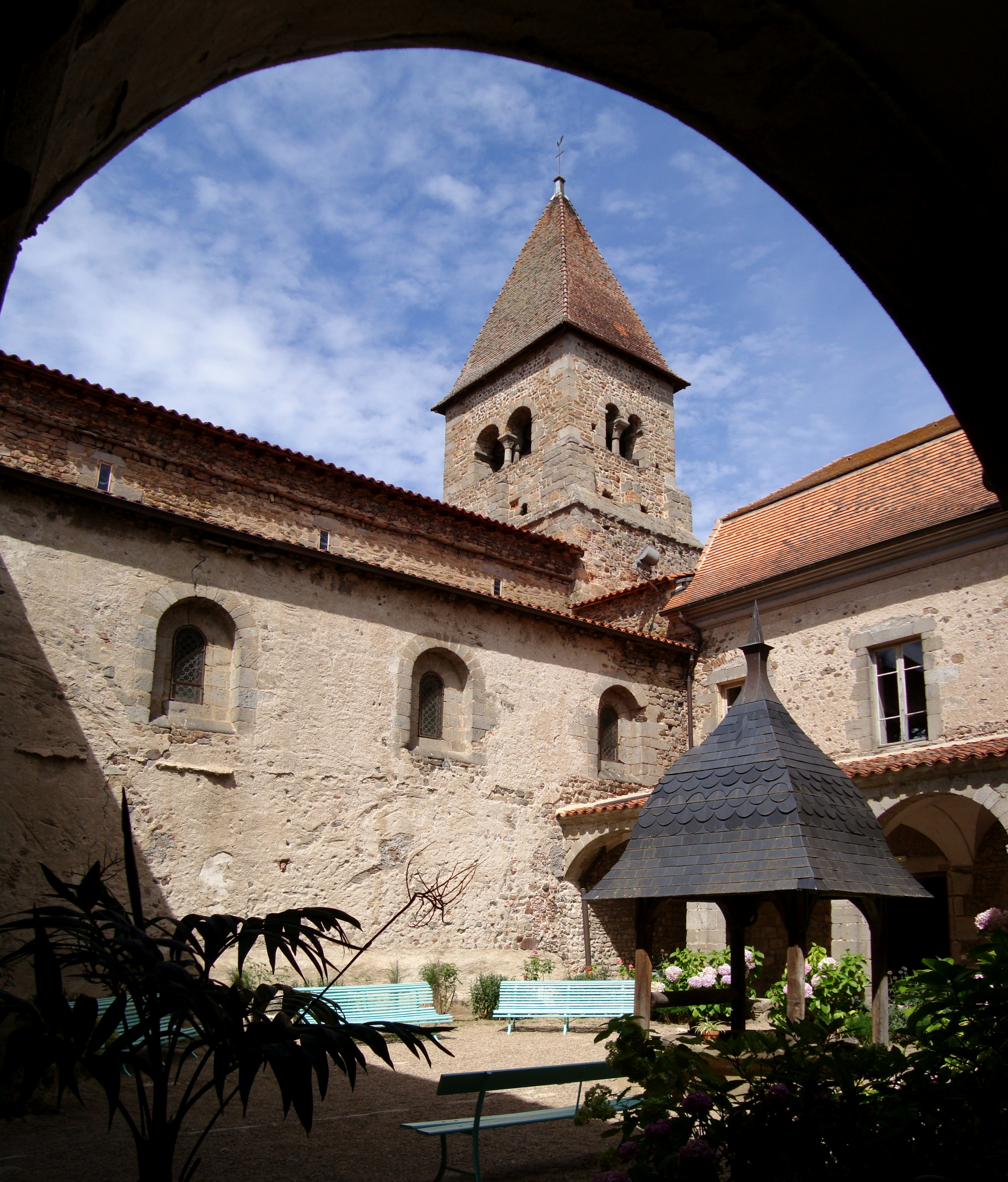
Le cloître du prieuré.

Pommiers-en-Forez, anciennement nommée Pommiers jusqu'en février 2020, est une commune française située dans le département de la Loire en région Auvergne-Rhône-Alpes.

## Géographie
La commune est située au centre de la Loire, à 41 km de Saint-Étienne, dans la plaine du Forez.

### Climat
Pour des articles plus généraux, voir Climat d'Auvergne-Rhône-Alpes et Climat de la Loire.
En 2010, le climat de la commune est de type climat océanique dégradé des plaines du Centre et du Nord, selon une étude du Centre national de la recherche scientifique s'appuyant sur une série de données couvrant la période 1971-2000. En 2020, Météo-France publie une typologie des climats de la France métropolitaine dans laquelle la commune est exposée à un climat de montagne ou de marges de montagne et est dans la région climatique Nord-est du Massif Central, caractérisée par une pluviométrie annuelle de 800 à 1 200 mm, bien répartie dans l’année.
Pour la période 1971-2000, la température annuelle moyenne est de 10,7 °C, avec une amplitude thermique annuelle de 16,7 °C. Le cumul annuel moyen de précipitations est de 770 mm, avec 8,5 jours de précipitations en janvier et 6,8 jours en juillet. Pour la période 1991-2020, la température moyenne annuelle observée sur la station météorologique de Météo-France la plus proche, « Boën-sur-Lignon », sur la commune de Boën-sur-Lignon à 10 km à vol d'oiseau, est de 11,8 °C et le cumul annuel moyen de précipitations est de 629,5 mm,. Pour l'avenir, les paramètres climatiques de la commune estimés pour 2050 selon différents scénarios d'émission de gaz à effet de serre sont consultables sur un site dédié publié par Météo-France en novembre 2022.

## Urbanisme

### Typologie
Au 1er janvier 2024, Pommiers-en-Forez est catégorisée commune rurale à habitat dispersé, selon la nouvelle grille communale de densité à sept niveaux définie par l'Insee en 2022.
Elle est située hors unité urbaine et hors attraction des villes,.

### Occupation des sols

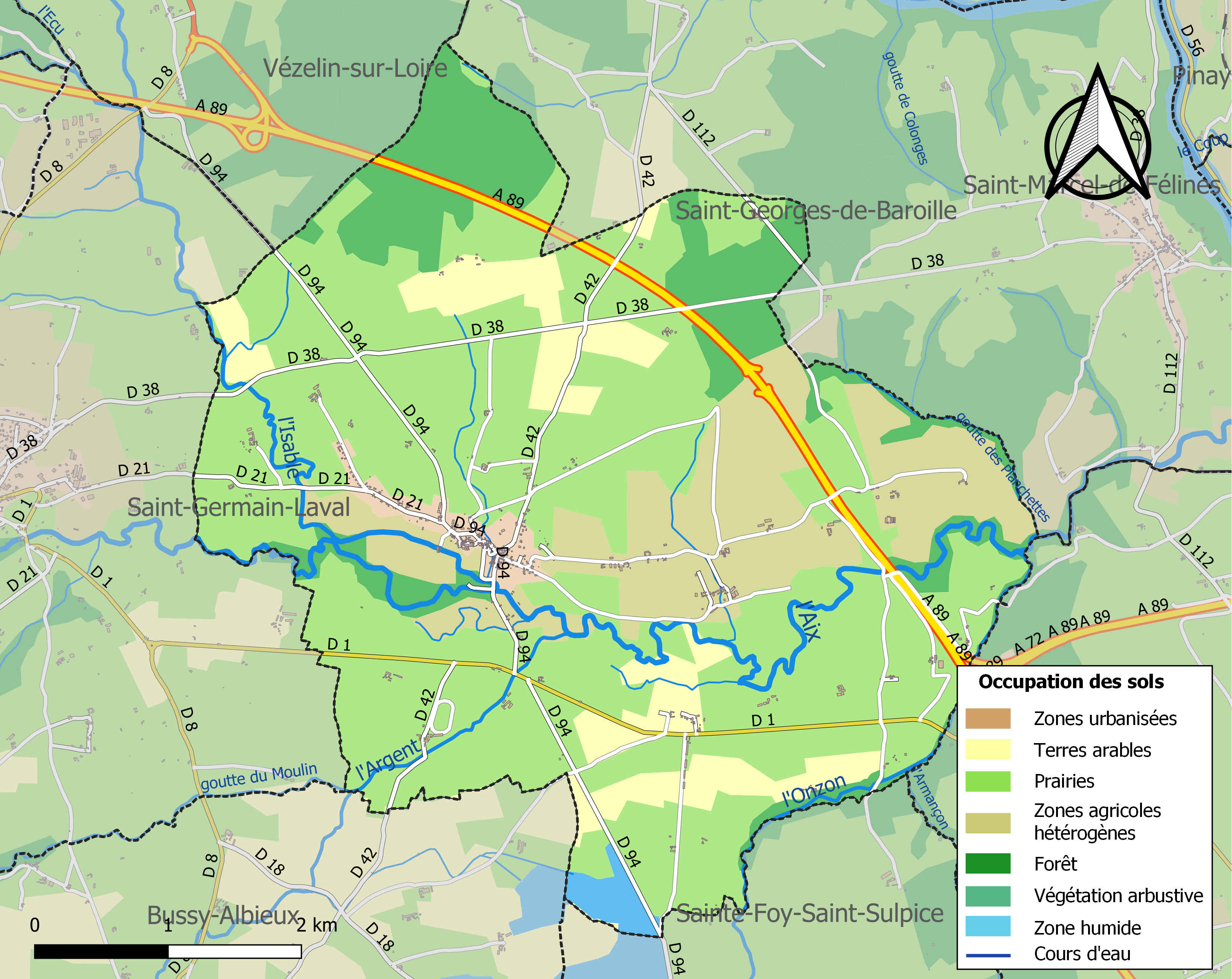
Carte des infrastructures et de l'occupation des sols de la commune en 2018 (CLC).

L'occupation des sols de la commune, telle qu'elle ressort de la base de données européenne d’occupation biophysique des sols Corine Land Cover (CLC), est marquée par l'importance des territoires agricoles (83,9 % en 2018), en diminution par rapport à 1990 (85,8 %). La répartition détaillée en 2018 est la suivante : 
prairies (59,2 %), zones agricoles hétérogènes (16,2 %), forêts (13,2 %), terres arables (8,5 %), zones urbanisées (1,8 %), eaux continentales (1 %), zones industrielles ou commerciales et réseaux de communication (0,1 %).
L'IGN met par ailleurs à disposition un outil en ligne permettant de comparer l’évolution dans le temps de l’occupation des sols de la commune (ou de territoires à des échelles différentes). Plusieurs époques sont accessibles sous forme de cartes ou photos aériennes : la carte de Cassini (XVIIIe siècle), la carte d'état-major (1820-1866) et la période actuelle (1950 à aujourd'hui).

## Toponymie
Par un décret du 26 février 2020, la commune de Pommiers change de nom officiellement et devient Pommiers-en-Forez.

## Histoire
Les premières traces d'implantations humaines à Pommiers remontent à l'âge du bronze. On a en effet découvert des sépultures de cette époque sur le territoire de la commune mais cependant pas encore à l'emplacement actuel du village.
L'origine gallo-romaine du village semble remonter à l'époque de l'empereur Trajan (° 98 - † 117). Il reste de ce temps des vestiges toujours visibles : borne milliaire, autel principal de l'église (un sarcophage réemployé), colonne en marbre réemployée aussi dans l'église.

### Le Moyen Âge
C'est au IXe siècle que les premiers moines s'installent à Pommiers. Ces bénédictins construisent la première église du village, l'église Saint-Julien, qui est aujourd'hui utilisée comme habitation. Au Xe siècle, les moines adhèrent à la réforme clunisienne et comme ils prospèrent sous la houlette de Cluny, ils construisent l'église actuelle de Pommiers, Saint-Pierre-et-Saint-Paul.
Au tournant du XIVe et du XVe siècle lors de la guerre de Cent Ans le village est fortifié et entouré d'un rempart.
Le village est situé dans l'ancienne province historique du Forez.

### L'époque moderne
En 1789, avec la Révolution, les moines sont chassés de leur prieuré qui est confisqué et vendu comme bien national. Ce sont dorénavant différentes familles bourgeoises qui vont acquérir le prieuré et l'habiter en le transformant en château.
En 1946, une oblate, Marie-Thérèse de Rosemont rachète le château et fonde une association qui y accueille des prêtres en retraite. Mais en 1990, l'association n'ayant plus les moyens d'entretenir le château, le vend ainsi que toutes ses dépendances au conseil général de la Loire qui depuis le restaure et le fait visiter.

## Blasonnement
|  | Les armoiries de Pommiers se blasonnent ainsi : Parti: au 1er mi-parti d'argent au pommier de sinople fruité de gueules, au 2e d'azur à la croisette latine d'or, le pied entortillé d'un dauphin du même ; sur le tout, de gueules à deux clés affrontées d'argent, passées en sautoir et brochant sur une épée haute du même. |

## Politique et administration
| Période                                  | Période | Identité          | Étiquette | Qualité  |
| ---------------------------------------- | ------- | ----------------- | --------- | -------- |
| Les données manquantes sont à compléter. |         |                   |           |          |
|                                          |         | Pierre Bourganel  |           | Sénateur |
|                                          |         | Pierre Pépin      |           |          |
|                                          |         | Antoine Cherbland |           |          |
| 2014                                     | 2024    | Henri Cherbland   |           |          |
| Septembre 2024                           |         | Pascal Leleu      |           |          |

## Démographie
L'évolution du nombre d'habitants est connue à travers les recensements de la population effectués dans la commune depuis 1793. Pour les communes de moins de 10 000 habitants, une enquête de recensement portant sur toute la population est réalisée tous les cinq ans, les populations de référence des années intermédiaires étant quant à elles estimées par interpolation ou extrapolation. Pour la commune, le premier recensement exhaustif entrant dans le cadre du nouveau dispositif a été réalisé en 2007.

En 2022, la commune comptait 371 habitants, en évolution de +2,77 % par rapport à 2016 (Loire : +1,32 %, France hors Mayotte : +2,11 %).
| 1793 | 1800 | 1806 | 1821 | 1831 | 1836 | 1841 | 1846 | 1851 |
| ---- | ---- | ---- | ---- | ---- | ---- | ---- | ---- | ---- |
| 700  | 390  | 598  | 658  | 616  | 614  | 633  | 625  | 567  |

| 1856 | 1861 | 1866 | 1872 | 1876 | 1881 | 1886 | 1891 | 1896 |
| ---- | ---- | ---- | ---- | ---- | ---- | ---- | ---- | ---- |
| 548  | 596  | 672  | 639  | 632  | 652  | 701  | 664  | 660  |

| 1901 | 1906 | 1911 | 1921 | 1926 | 1931 | 1936 | 1946 | 1954 |
| ---- | ---- | ---- | ---- | ---- | ---- | ---- | ---- | ---- |
| 688  | 690  | 650  | 574  | 566  | 534  | 541  | 518  | 471  |

| 1962 | 1968 | 1975 | 1982 | 1990 | 1999 | 2006 | 2007 | 2012 |
| ---- | ---- | ---- | ---- | ---- | ---- | ---- | ---- | ---- |
| 437  | 410  | 322  | 323  | 296  | 374  | 383  | 385  | 369  |

| 2017 | 2022 | - | - | - | - | - | - | - |
| ---- | ---- | - | - | - | - | - | - | - |
| 359  | 371  | - | - | - | - | - | - | - |

## Culture locale et patrimoine

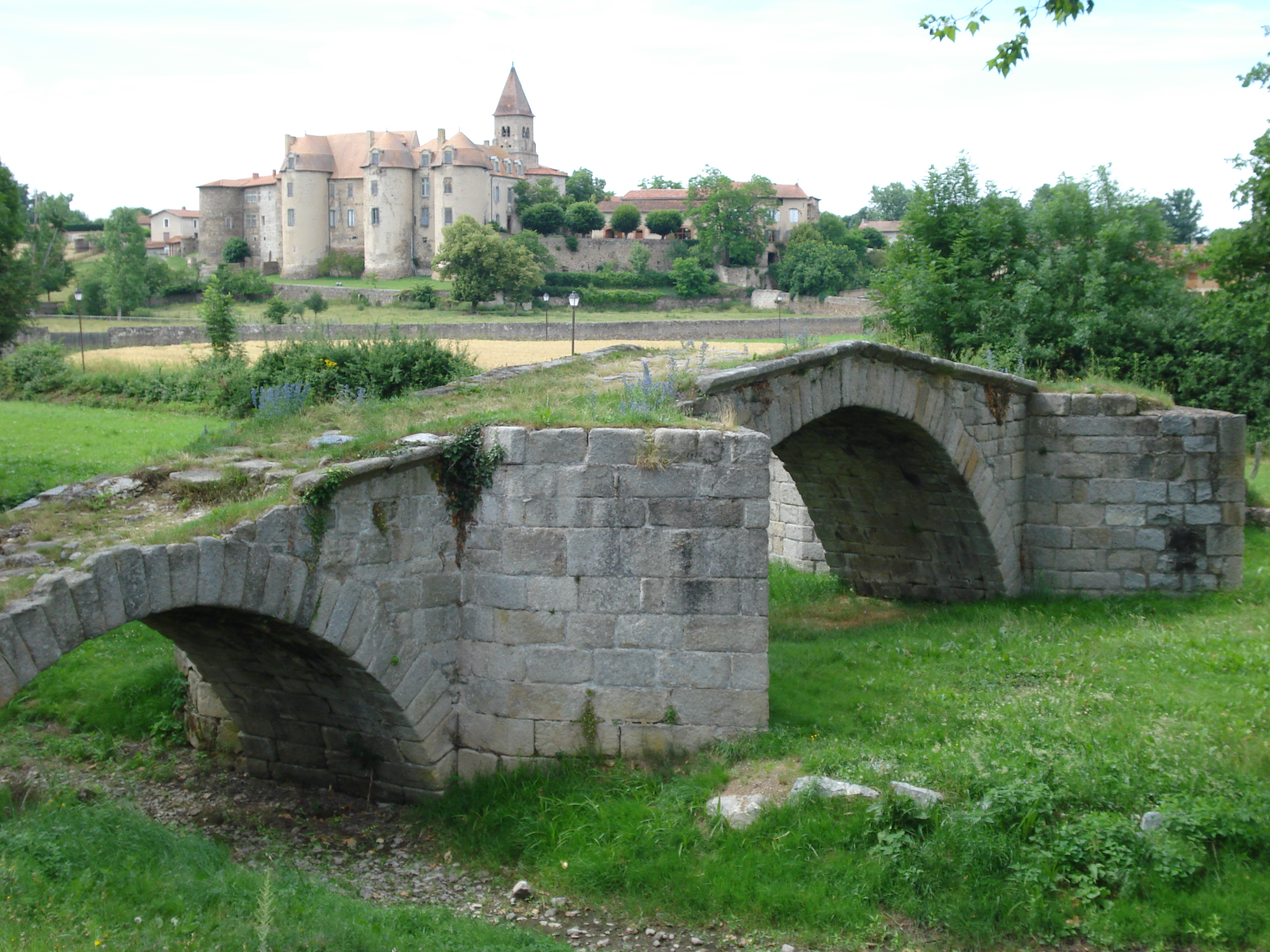
Pommiers, ancien pont et abbaye.

### Lieux et monuments
- Une borne milliaire, découverte en 1880 dans l'assise de construction de l'église Saint-Julien, est dressée devant l'abside de l'église depuis 1987. Elle est dédiée à l'empereur Trajan et indique la distance en suivant la voie romaine jusqu'à Feurs.
- Château-prieuré de Pommiers-en-Forez, à l'origine, un monastère du XIe siècle, puis un prieuré.
- Hôtel du Prieur Commendataire.
- Église Saint-Pierre-et-Saint-Paul.
- Ancienne église Saint-Julien. L'édifice a été inscrit au titre des monuments historiques en 1970[19].
- Cloître.
- Enceinte fortifiée.
- Ancien pont sur l'Aix (dit "Pont de la Valla"). Classé monument historique depuis 1943[20].

### Personnalités liées à la commune
- Pierre Bourganel (1850-1926), homme politique, maire de Pommiers où il est né.